# 帕氏錐齒潛魚
帕氏錐齒潛魚為輻鰭魚綱鼬魚目鼬魚亞目隱魚科的其中一種，分布於東南太平洋的Nazca海脊，棲息深度185-443公尺，體長可達30.5公分，為底棲性魚類，屬肉食性，罕見。

## 擴展閱讀
維基物種上的相關：帕氏錐齒潛魚